# Orden der weißen Dame im grünen Schild
Der Orden der weißen Dame im grünen Schild (Ordre de l’ecu verd a la dame blancha) war ein französischer Ritterorden.
Der Stifter war der Marschall Bouciault  im Jahr 1399. König Karl VI. gab hierzu seine Zustimmung. Der Sinn des Ordens war Schutz der Frauen und deren  Ehre. Der Orden war auf zwölf Mitglieder beschränkt.
Das Ordenszeichen war ein goldenes grün emailliertes Schild mit dem Bildnis einer weißen Frau auf dem linken Arm.

## Einzelnachweis
1. ↑   Joachim Ehlers, Die Ritter: Geschichte und Kultur Verlag C.H.Beck oHG, München 2006 ISBN 3-406-50892-8